# Ria Jende

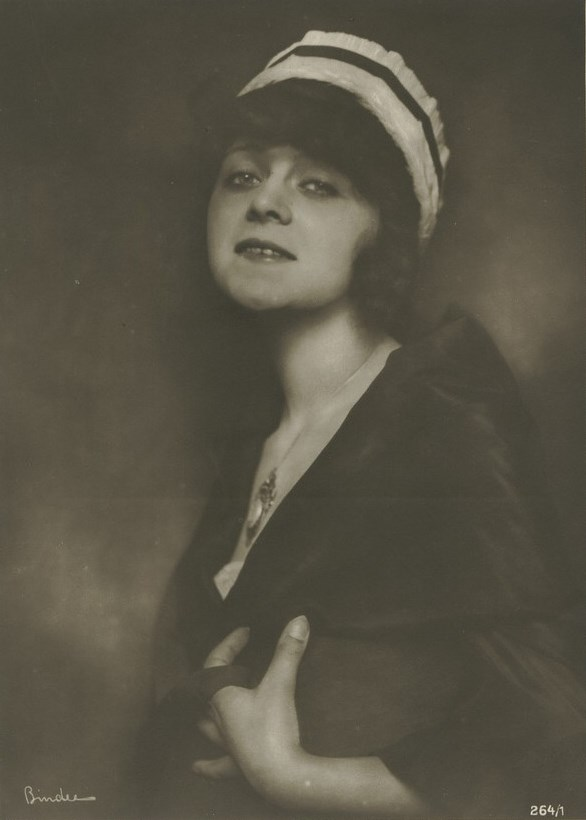
Ria Jende 1919 auf einer Fotografie von Alexander Binder

Ria Jende (* 29. Oktober 1896 als Elisabeth Felicita Elvira Jende in Grünberg in Schlesien; † 7. Dezember 1948 in Hadamar) war eine deutsche Stummfilmschauspielerin und Filmproduzentin.

## Leben und Wirken
Die Tochter des Malers Max Jende und seiner Frau Emilie, geb. Marschall, kam bereits als junges Mädchen von Schlesien nach Berlin und wurde dort noch vor dem Ersten Weltkrieg von Oskar Messter vor die Kamera geholt. Bis in die Spätphase des Krieges blieb sie nach ihrem Debüt jedoch der Filmarbeit fern und spielte stattdessen Theater. Zeitweise, so wusste die kurzlebige Filmpublikation Die Filmhölle zu berichten, soll sie als Assistentin einem Zauberkünstler zugearbeitet haben.
Im Jahr 1917 nahm Ria Jende die Filmarbeit wieder auf und stand die kommenden fünf Jahre in einer Fülle von filmhistorisch völlig unbedeutenden Unterhaltungsproduktionen vor der Kamera. Mit dem Film Madeleine machte sie 1919 erste Erfahrungen als Produzentin (Jende Film). Anfang 1921 heiratete sie den Kaufmann Wilhelm Boecker, der im Juni selben Jahres die Produktionsfirma Ria Jende Film GmbH gründete.
1922 zog sie sich weitgehend von der Schauspielerei zurück: „Ria Jende heiratete und beendete damit ihre künstlerische Laufbahn“, stellte die Revue des Monats im April 1927 fest. Zwischenzeitlich veröffentlichte sie 1926 einen Reisebericht über Korsika in der Maiausgabe des Magazins Das Magazin aus Berlin. Nachdem ihre Ehe mit Wilhelm Boecker im Mai 1928 geschieden worden war, heiratete sie noch im Oktober selben Jahres den Frankfurter Industriellen Paul Häfliger, mit dem sie einen Sohn und zwei Töchter hatte. 1944 wurde auch diese Ehe geschieden. Ria Jende starb 1948 in der Landesheilanstalt Hadamar.

## Filmografie (Auswahl)
- 1913: Problematische Naturen
- 1917: Der graue Herr
- 1917: Ein Lichtstrahl im Dunkel
- 1918: Die Kunst zu heiraten
- 1918: Der Ring der drei Wünsche
- 1918: Die blaue Mauritius
- 1918: Der goldene Pol
- 1918: Der Teufel
- 1918: Die Japanerin
- 1919: Die Braut des Cowboy
- 1919: Die goldene Lüge
- 1919: Nixchen
- 1919: Der Fürst der Nacht
- 1919: Der Seelenverkäufer
- 1919: Das Narrenschloß
- 1919: Die Pantherbraut
- 1919: Der Tänzer (2 Teile)
- 1919: Nur ein Diener
- 1919: Das Herz des Casanova
- 1919: Der Weltmeister
- 1919: Madeleine (auch Produktion)
- 1919: Gepeitscht
- 1920: Unter der Dornenkrone
- 1920: Die Präriediva
- 1920: Die Nacht und der Leichnam
- 1920: Schwarzwaldmädel
- 1920: Der galante König
- 1920: Der Schuss aus dem Fenster
- 1921: Der Held des Tages
- 1921: Das Geheimnis der Santa Margherita
- 1921: Das blinde Glück
- 1922: Versunkene Welten (auch Produktion)
- 1925: Die Abenteuer des Kapitän Hasswell